# Gunvor Hofmo
Gunvor Hofmo (* 30. Juni 1921 in Oslo; † 14. Oktober 1995 ebenda) war eine norwegische Schriftstellerin und Vertreterin der modernen skandinavischen Lyrik.

## Leben
Gunvor Hofmo wuchs im Osten Oslos in einer Arbeiterfamilie auf. Wegen ihres Widerstandes gegen die deutschen Besatzer wurden viele ihrer Verwandten verhaftet; eine Tante und ein Onkel wurden im Konzentrationslager ermordet. 1940 traf sie die österreichische jüdische Künstlerin Ruth Maier auf ihrer Flucht vor den Nationalsozialisten. Die beiden verband eine Partnerschaft. Maier wurde 1942 nach Auschwitz deportiert und ermordet. Diese Ereignisse bestimmten Hofmos Leben. 
Nach 1945 unternahm Hofmo zahlreiche längere Reisen, unter anderem nach Frankreich, Dänemark, England und in die Niederlande. Sie schrieb Essays für die Zeitung Dagbladet und veröffentlichte bis zum Jahr 1955 fünf Gedichtbände. In dem 1951 erschienenen Werk Blinde nattergaler (Blinde Nachtigallen) solidarisiert sie sich mit den aus der Gesellschaft Ausgestoßenen, mit den Bettlern, Entwurzelten und Verkrüppelten. Oftmals drückt sie in ihrer Lyrik das Gefühl ihrer Heimatlosigkeit und ihre Suche nach Gott aus. Sie fühlte eine geistige Nähe zu den deutschsprachigen Dichtern Nelly Sachs und Paul Celan.
1953 erlitt sie einen Nervenzusammenbruch. Nach der Diagnose Schizophrenie war sie mit Unterbrechungen 22 Jahre lang in Behandlung; erst 1975 wurde sie aus der Psychiatrischen Klinik in Gaustad entlassen.
Nach 16 Jahren Schaffenspause veröffentlichte sie bis zum Jahr 1994 fünfzehn weitere Lyriksammlungen. 

„Spätere Gedichtsammlungen […] zeugen von einer weiteren Vertiefung der religiösen Erlebnisse. Gunvor Hofmos Formsprache war anfangs traditionell, entwickelte sich aber immer kühner und verdichtete sich zu einem glühenden Ausdruck ihrer geheimnisvollen, teils schönen, teils schreckenerregenden Visionen.“

Hofmo wurde sehr wenig übersetzt. Der norwegische Schriftsteller Jan Erik Vold veröffentlichte 2000 eine Biografie. Susanna Wallumrød vertonte einige ihrer Gedichte und stellte sie auf ihrem Album Jeg vil hjem til menneskene vor.

## Werke
- 1946: Jeg vil hjem til menneskene
- 1948: Fra en annen virkelighet
- 1951: Blinde nattergaler
- 1954: I en våkenatt
- 1955: Testamente til en evighet
- 1971: Gjest på jorden
- 1972: November
- 1973: Veisperringer
- 1974: Mellomspill
- 1976: Hva fanger natten
- 1978: Det er sent
- 1981: Nå har hendene rørt meg
- 1984: Gi meg til berget
- 1986: Stjernene og barndommen
- 1987: Nabot
- 1989: Ord til bilder
- 1990: Fuglen
- 1994: Epilog

## Auszeichnungen
- 1951: Gyldendal-Stipendium
- 1971: Kritikerprisen (Norwegen)
- 1974: Gyldendal-Stipendium
- 1982: Doblougpreis
- 1989: Riksmålsforbundets litteraturpris